# Placca del Mar di Banda

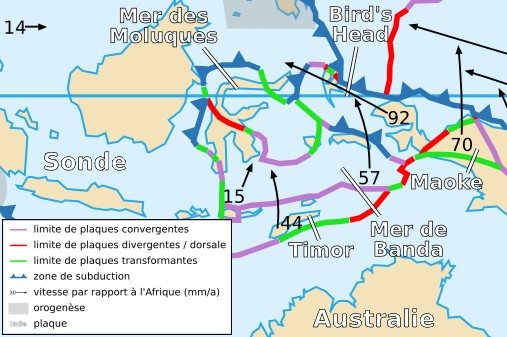
Collocazione della placca del Mar di Banda

La placca del Mar di Banda è una microplacca tettonica della litosfera terrestre. Ha una superficie di 0,01715 steradianti ed è associata alla placca euroasiatica.

## Caratteristiche
È situata nella cosiddetta Insulindia, o Asia insulare del sud-est, e copre la parte sud dell'isola di Sulawesi, il Mar di Banda da cui deriva il nome e l'isola di Seram.
La placca del Mar di Banda è in contatto con la placca della Sonda, la placca di Timor, la placca australiana e la placca di Bird's Head.
La placca si sposta con una velocità di rotazione di 2,125° per milione di anni secondo un polo euleriano situato a 16°01' di latitudine nord e 122°44' di longitudine est.